# ستيفن كاري
واردل ستيفن كاري الثاني (ولد في 14 مارس 1988) هو لاعب كرة سلة أمريكي محترف يلعب لغولدن ستايت ووريورز في الرابطة الوطنية لكرة السلة (NBA). يُنظر إليه على نطاق واسع على أنه أحد أعظم حراس النقاط في كل العصور، وباعتباره أعظم رامي في تاريخ الدوري الأمريكي للمحترفين، يُنسب إلى كاري إحداث ثورة في كرة السلة من خلال إلهام الفرق واللاعبين للاستفادة بشكل روتيني من التسديدة ثلاثية النقاط.
كاري هو ابن لاعب الدوري الأمريكي للمحترفين السابق ديل كاري والشقيق الأكبر للاعب الدوري الأمريكي للمحترفين الحالي سيث كاري. لعب كرة السلة الجامعية لفريق ديفيدسون وايلدكاتس، حيث سجل الرقم القياسي المسجل في كل الأوقات لديفيدسون والمؤتمر الجنوبي، وتم اختياره مرتين كأفضل لاعب في المؤتمر في الموسم، وحقق رقمًا قياسيًا في الرابطة الوطنية لرياضة الجامعات لموسم واحد خلال سنته الثانية لأكثر لاعب سدد ثلاثيات. تم اختيار كاري من قبل ووريورز مع الاختيار العام السابع في مسودة الدوري الأمريكي للمحترفين لعام 2009.
في 2014–15، فاز كاري بأول جائزة أفضل لاعب في الدوري الأمريكي للمحترفين وقاد فريق ووريورز إلى أول بطولة لهم منذ 1975. في الموسم التالي، أصبح أول لاعب في تاريخ الدوري الأمريكي للمحترفين يتم انتخابه أفضل لاعب في الدوري من خلال التصويت بالإجماع وقيادة الدوري في التسجيل أثناء التسديد فوق 50-40-90. في نفس العام، حطم ووريورز الرقم القياسي لأكبر عدد من الانتصارات في موسم الدوري الأمريكي للمحترفين في طريقهم للوصول إلى نهائيات الدوري الأمريكي للمحترفين 2016، والتي خسروها أمام كليفلاند كافالييرز في سبع مباريات. ساعد كاري الواريورز على العودة إلى نهائيات الدوري الأمريكي للمحترفين في 2017، 2018، 2019، و2022، وفاز بألقاب متتالية في عامي 2017 و2018، قبل أن يهزمه فريق تورونتو رابتورز في عام 2019.
خلال موسم 2012–13، وضع كاري الرقم القياسي في الدوري الأمريكي للمحترفين بثلاث رميات في موسم عادي، برصيد 272. تجاوز هذا الرقم القياسي في عام 2015 بـ 286، ومرة أخرى في عام 2016 بـ 402. في 14 ديسمبر 2021، سجل كاري الرقم القياسي في الدوري الأمريكي للمحترفين للنقاط الثلاثية المهنية، متجاوزًا راي ألين. لقد حصل كاري وزميله كلاي طومسون على لقب سبلاش براذرز لقدراتهما في الرماية؛ في 2013–14، سجلوا الرقم القياسي لعدد رميات ثلاثية في موسم الدوري الأمريكي للمحترفين مع 484، وهو رقم قياسي كسروه في الموسم التالي (525)، ومرة أخرى في موسم 2015–16 (678).

## حياة مبكرة

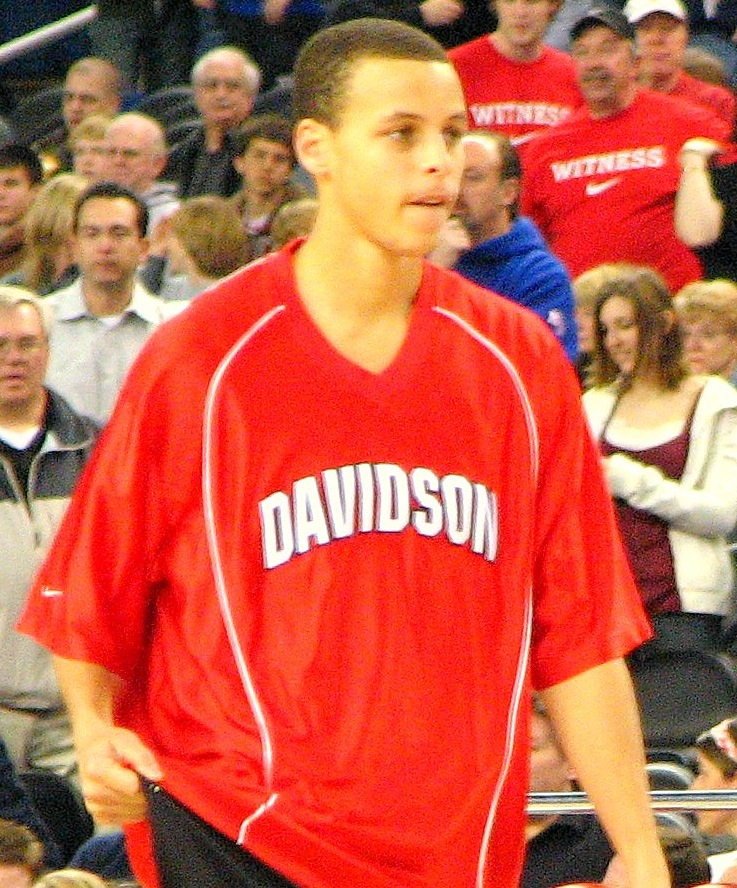
كاري في بطولة الرابطة الوطنية لرياضة الجامعات 2008

واردل ستيفن كاري الثاني هو ابن سونيا وديل كاري. ولد في أكرون، أوهايو، في مستشفى مدينة سوما أكرون (نفس المستشفى التي ولد فيها ليبرون جيمس قبل أكثر من ثلاث سنوات بقليل)، بينما كان والده عضوًا في كليفلاند كافالييرز. نشأ في شارلوت بولاية نورث كارولينا، حيث أمضى والده معظم حياته المهنية في الدوري الأمريكي للمحترفين مع شارلوت هورنتس. غالبًا ما أخذ ديل كاري وشقيقه الأصغر سيث إلى مبارياته، حيث كانوا يسددون رميات مع هورنتس أثناء عمليات الإحماء. انتقلت العائلة لفترة وجيزة إلى تورنتو، حيث أنهى ديل حياته المهنية كعضو في رابتورز. خلال هذا الوقت، لعب كاري لفريق كرة السلة للأولاد في كوينزواي كريستيان كوليدج، مما أدى بهم إلى موسم غير مهزوم. كان أيضًا عضوًا في فريق تورنتو 5-0، وهو فريق يلعب في جميع أنحاء أونتاريو، مما جعله يواجه زملائه في الدوري الأمريكي للمحترفين في المستقبل كوري جوزيف وكيلي أولينيك. قاد كاري الفريق إلى الرقم القياسي 33-4، في طريقه للفوز ببطولة المقاطعات.
بعد تقاعد ديل، عادت العائلة إلى شارلوت وسجل كاري في مدرسة شارلوت كريستن، حيث تم اختياره لجميع المؤتمرات، على مستوى الولاية، وقاد فريقه إلى ثلاثة ألقاب في المؤتمرات وثلاث مباريات فاصلة في الولاية. نظرًا لمسيرة والده المهنية في فيرجينيا تِك، أراد كاري أن يلعب كرة السلة الجامعية لفريق هوكيز (Hokies)، ولكن لم يُعرض عليه إلا مكانًا للمشي يرجع جزئيًا إلى هيكله النحيف الذي يبلغ وزنه 160 رطلاً. اختار في النهاية الالتحاق بكلية ديفيدسون، التي جندته بقوة من الصف العاشر.

## مسيرة المنتخب الوطني

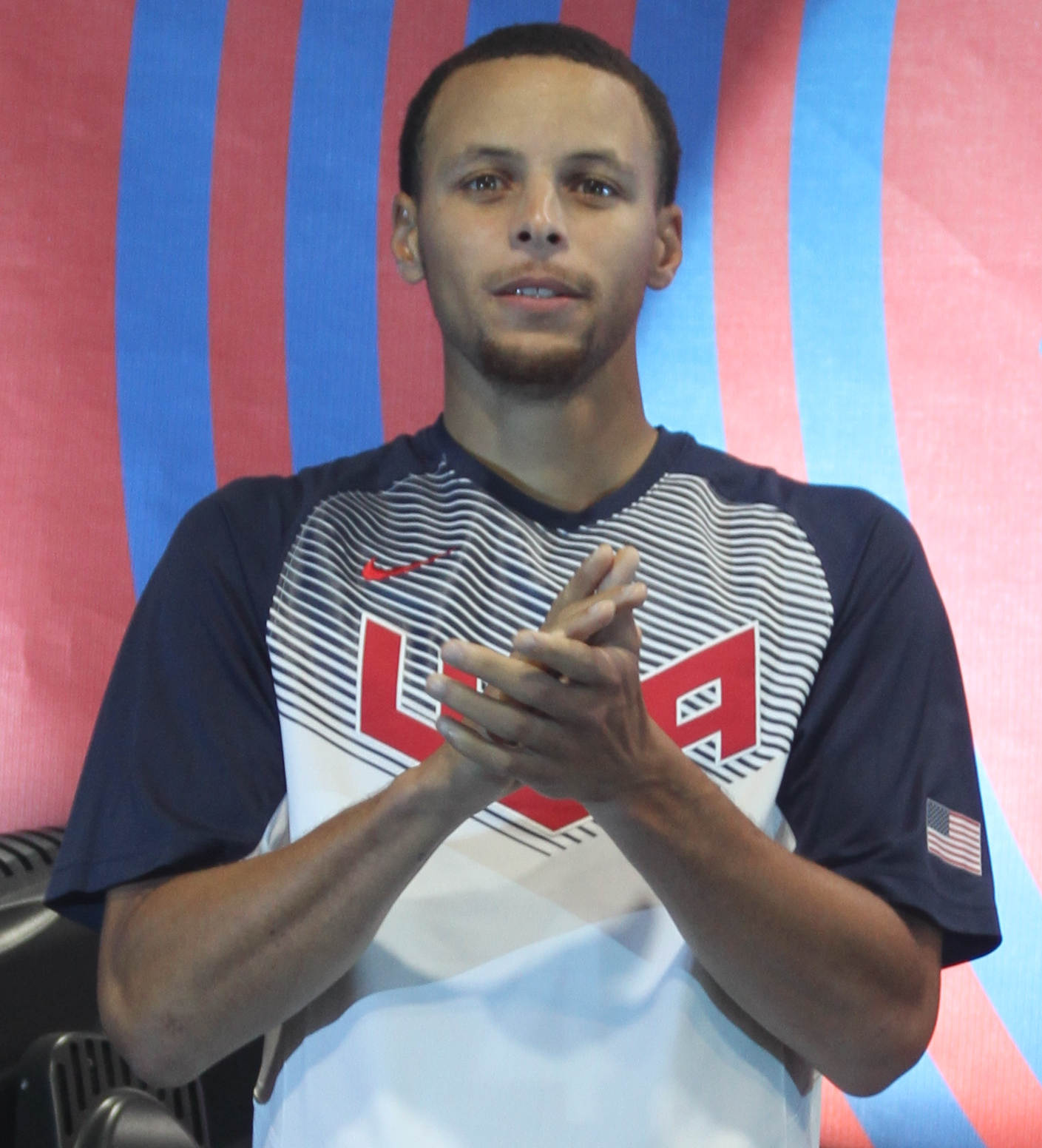
كاري في مهرجان كرة السلة العالمي بالولايات المتحدة الأمريكية 2014 في أغسطس 2014

جاءت تجربة كاري الأولى مع المنتخب الوطني للولايات المتحدة في بطولة العالم لكرة السلة لعام 2007 تحت 19عامًا، حيث ساعد فريق الولايات المتحدة الأمريكية في الحصول على الميدالية الفضية. في عام 2010، تم اختياره للفريق الأول، حيث لعب دقائق محدودة في بطولة العالم لكرة السلة لعام 2010 (المعروفة لاحقًا باسم كأس العالم لكرة السلة إف آي بي أي) حيث فازت الولايات المتحدة بالميدالية الذهبية في بطولة لم تهزم. في عام 2014، لعب دورًا أكبر مع الفريق، حيث ساعدهم في بطولة أخرى غير مهزومة في كأس العالم 2014 وسجل 10 نقاط في المباراة النهائية. في 6 يونيو 2016، انسحب كاري من النظر في أولمبياد 2016 في البرازيل، مشيرًا إلى أمراض الكاحل والركبة باعتبارها السبب الرئيسي وراء القرار.

## الملف الشخصي للاعب
مدرج على ارتفاع 6 أقدام و 2 بوصات (1.88 م) و 190 رطلاً (86 كجم)، يلعب كاري بشكل حصري تقريبًا في موقع حراسة النقاط ولديه متوسطات مهنية تبلغ 24.2 نقطة، 6.5 تمريرات حاسمة، 4.6 كرات مرتدة، و1.7 سرقة كرة لكل مباراة. إنه رامي ذو نسبة عالية من الرمية الحرة، حيث بلغت نسبة الرمية الحرة 90.7٪ حتى نهاية موسم 2020–21، وهي أعلى نسبة في تاريخ الدوري الأمريكي للمحترفين. كاري هو زعيم الرمية الحرة في ووريورز طوال الوقت، وقد قاد الدوري الأمريكي للمحترفين في نسبة الرمية الحرة أربع مرات. تم اختياره لسبعة فرق من الدوري الأمريكي للمحترفين وصوّت كأفضل لاعب في الدوري مرتين. كقائد داخل منظمة ووريورز، لعب دورًا مهمًا في تجنيد اللاعب الأكثر قيمة (MVP) السابق كيفن دورانت في واريورز.
على الرغم من قدرته على سرقة الكرة، إلا أنه قاد الدوري في سرقات لموسم 2015-16، واجه كاري انتقادات بسبب دفاعه. يتم استخدامه أكثر في هجومه بينما يتولى زملاؤه، كلاي طومسون ودرايموند جرين، مهام دفاعية أكثر. أثنى بعض المحللين، بما في ذلك إيثان شيروود شتراوس من إي إس بي إن، على أسلوبه الدفاعي أو ذكروا أنه تم الاستخفاف به. علق شتراوس في عام 2015 على أن كاري أصبح «أحد المدافعين الأكثر فاعلية في الدوري الأمريكي للمحترفين - حيث احتل المرتبة الخامسة بين حراس النقاط في دفاع حقيقي زائد ناقص».
تتراوح قدرة كاري على التسديد من التسجيل بحجم كبير من أسفل الحافة على طول الطريق إلى ما يقرب من نصف الملعب. باستخدام تسديدة قفزة غير تقليدية، يمكنه إخراج الكرة من يديه في أقل من نصف ثانية عن طريق إطلاقها في طريقه للأعلى، وإضافة قوس إضافي إلى تسديدته وجعل من الصعب صدها. أكسبته إتقان الرماية لقب «قاتل بوجه طفل» خلال سنواته التي سبقت الدوري الأمريكي للمحترفين و«الشيف كاري» أثناء وجوده في الدوري الأمريكي للمحترفين. وهو معروف أيضًا بقدراته على التعامل مع الكرة وصنعها، وبسبب الضغط الإضافي على الدفاعات بمدى طويل، وقاد الدوري الأمريكي لكرة السلة للمحترفين في الأهداف الميدانية من مسافة تتجاوز 28 قدمًا في عام 2016. إنه هداف قابض، غالبًا ما يسدد في أفضل حالاته في لحظات الضغط العالي، ويأخذ تسديدات الفوز.
يحتل كاري حاليًا المرتبة السابعة في تاريخ الدوري الأمريكي للمحترفين في نسبة الهدف الميداني المكونة من ثلاث نقاط، ويحمل أربعة من المواسم الخمسة الأولى من حيث إجمالي النقاط الثلاث. وهو أيضًا أسرع لاعب في تاريخ الدوري حقق 2000 رميات ثلاثية في مسيرته المهنية، وقام بذلك في 227 مباراة أقل من صاحب الرقم القياسي السابق، راي ألين. بالإضافة إلى ذلك، يعد كاري أسرع لاعب يصنع 100 رميات ثلاثية في موسم واحد، وقد فعل ذلك في 19 مباراة فقط، محطمًا رقمه القياسي السابق البالغ 20 مباراة.
يقول محللو الدوري الأمريكي للمحترفين إن قدرة كاري الفعالة على التهديف تخلق تأثير «الجاذبية»، مما يجبر المدافعين المعارضين على مضاعفة فريقه حتى عندما لا يكون لديه الكرة، مما يخلق حالات عدم تطابق يمكن لزملائه استغلالها.

## الإرث

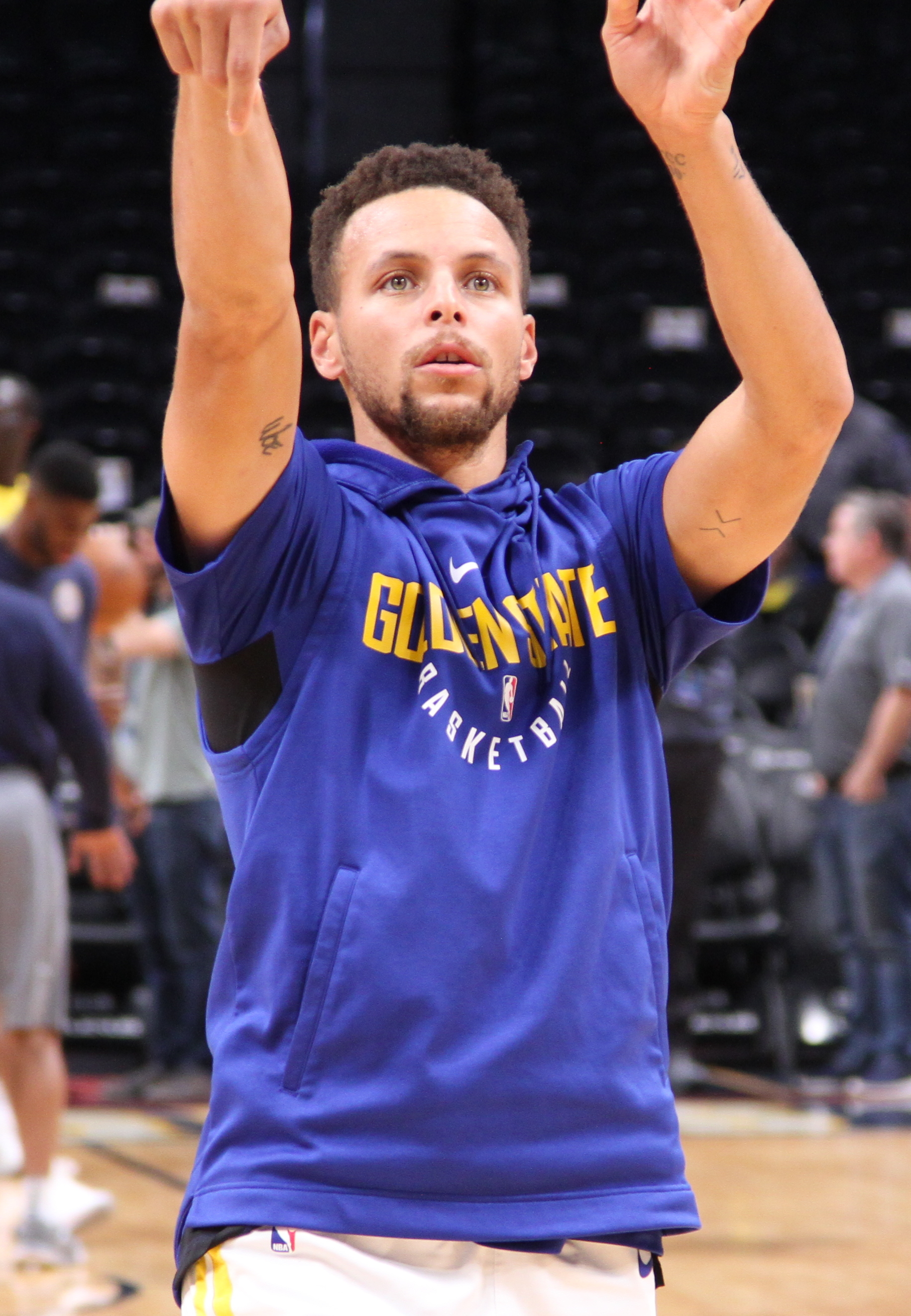
كاري في 2017

يعتبر كاري على نطاق واسع أعظم رامي في تاريخ الدوري الأمريكي للمحترفين. يعود الفضل إليه في إحداث ثورة في لعبة كرة السلة من خلال إلهام الفرق، من المدرسة الثانوية إلى الدوري الأمريكي للمحترفين، للاستفادة بانتظام من التسديدة ثلاثية النقاط. أشار المحللون إليه على أنه «مايكل جوردان في عصر النقاط الثلاث»، مشيرين إلى أنه فعل للرمية المكونة من ثلاث نقاط ما فعله جوردان للدانك. يستشهد روبرت أوكونيل من صحيفة الغارديان بمباراة كاري في 27 فبراير 2013 ضد نيويورك نيكس، حيث سدد 11 من 13 تسديدة من خلف القوس في طريقه لأداء من 54 نقطة، كبداية حقبة للنقاط الثلاث. تمت الإشارة إلى الحقبة باسم «تأثير ستيف» و«ثورة النقاط الثلاث في الدوري الأمريكي للمحترفين.»
قبل كاري، كان الرمي خلف خط النقاط الثلاث أمرًا جديدًا، طريقة عرضية للتسجيل. كان هناك لاعبون اصطياد ورمي، لكن نجاح كاري ألهم الدوري للتخلي عن اللعب الجسدي حول السلة واحتضان وتيرة ومساحة وأسلوب تسديد ثلاثي النقاط. ترجع الزيادة في الرمي من ثلاث نقاط جزئيًا إلى قيام فرق الدوري الأمريكي للمحترفين بدمجها في محاولاتهم لهزيمة الواريورز أو نسخ أسلوب لعب الواريورز، وللشباب الراغبين في تقليد نطاق رماية كاري. على الرغم من أن هذا أدى إلى أن يصبح اللاعبون جيدين في تسديد النقاط الثلاث أو تحسينها، إلا أنه وضع أيضًا معايير غير واقعية لأن نطاق كاري فريد من نوعه. يأخذ كاري لقطات بانتظام من 30 إلى 35 قدمًا. لقد رمى بنسبة 54 في المائة من هذا النطاق، في حين أن الدوري الأمريكي للمحترفين يصنع 35 في المائة من ثلاثياته بشكل عام وأقل من 22 في المائة من بين 30 و 35 قدمًا. يمكنه تنفيذ التسديدات من خلال التعامل مع الكرة المتميزة، والمراوغة، وغالبًا بإطلاق سريع للغاية، من أي مكان في الملعب ومعه مدافع واحد أو أكثر. قال كاري إنه متأكد من أن المدربين يخبرون لاعبي المدرسة الثانوية أن الرمي بالطريقة التي يقوم بها يتطلب العمل والوقت. صرح جيسي دوجيرتي من واشنطن بوست أن «على المدربين أن يشرحوا أنه في حين أن مجموعة مهارات كاري هي شيء يطمح إليه، فإن لعبته مبنية على الأساسيات» وأنه «بينما أصبح الواريورز المعيار الذهبي للرابطة الوطنية لكرة السلة وجعل كل تلك وسائل التواصل الاجتماعي مسرحيات مربوطة، جذر النجاح هو حركة الكرة».
في عام 2020، إي إس بي إن صنفت كاري المرتبة 13 على قائمة أفضل لاعب كرة سلة على الإطلاق، وثاني أعلى لاعب نشط في القائمة. قال نيك فريدل من إي إس بي إن «أعظم رامي في كل العصور. غيرت قدرة كاري على تسديد الضربات من جميع أنحاء الأرض طريقة لعب اللعبة. لقد قاد فريق ووريورز إلى ثلاث بطولات في الدوري الأمريكي للمحترفين وحصل على جائزتين أفضل لاعب، ليصبح أول لاعب بالإجماع في تاريخ الدوري في 2015-16. يظهر تأثير كاري في اللعبة على كل مستوى من مستويات كرة السلة حيث تسدد الأجيال الشابة أكثر من أي وقت مضى بينما تحاول تكرار لعبته.» في أكتوبر 2021، تم تكريم كاري كواحد من أعظم لاعبي الدوري في كل العصور من خلال تعيينه في فريق الذكرى 75 للإن بي أي.

## خارج الملعب

### حياة شخصية

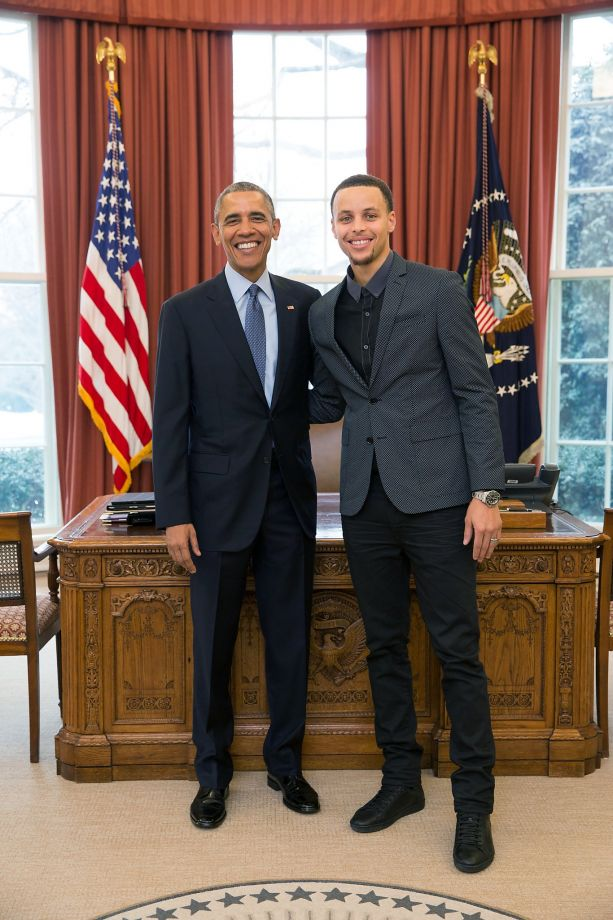
الرئيس السابق باراك أوباما مع كاري خلال زيارة إلى البيت الأبيض في عام 2015 لإطلاق مبادرة الرئيس بشأن الملاريا

في 30 يوليو 2011، تزوج كاري من صديقته القديمة عائشة ألكسندر من مواليد منطقة تورنتو في شارلوت. معًا، لديهما ثلاثة أطفال، بنات رايلي (مواليد 2012) ورايان (مواليد 2015) وسَن كانون (مواليد 2018). في يوليو 2019، دفع كاري 31 مليون دولار لشراء منزل في أثيرتون، كاليفورنيا. شقيق كاري الأصغر، سيث، هو أيضًا لاعب كرة سلة محترف، وشقيقته الصغرى، سيدل، لعبت الكرة الطائرة في جامعة إيلون.
تحدث كاري بصراحة عن إيمانه المسيحي. تحدث عن إيمانه خلال خطابه في جائزة اللاعب الأكثر قيمة بالقول، «يجب أن يعرف الناس من أمثل ولماذا أنا من أنا، وهذا بسبب سيدي ومخلصي.» وقال أيضًا إن السبب في أنه يقذف بصدره ويشير هو أن لديه «قلبًا لله» وللتذكير بأنه يلعب في سبيل الله. في بعض أحذية كرة السلة «كاري ون» (Curry One) الخاصة به، توجد حلقة من الدانتيل مكتوبة "4:13". وهو إشارة إلى الكتاب المقدس الآية فيلبي 4:13، ونصها «أستطيع كل شيء في المسيح الذي يقويني». كاري لديه وشم لكورنثوس الأولى 13: 8 بالعبرية على معصمه («الحب لا يفشل أبدًا. . .»). كاري أيضًا مستثمر في أكتيف فيث (Active Faith)، وهي ماركة ملابس رياضية مسيحية.
يعاني كاري من القرنية المخروطية ويرتدي العدسات اللاصقة لتصحيح بصره.
كاري لاعب غولف متعطش؛ لعب الجولف في المدرسة الثانوية، وكثيرًا ما كان يلعب الجولف مع زميله في الفريق أندريه إيجودالا.

### صورة عامة
كاري هو أحد أكثر اللاعبين نجاحًا في الدوري الأمريكي للمحترفين، وقد أصبح أيضًا من المشاهير الدوليين، على قدم المساواة مع ليبرون جيمس أفضل لاعب في أربع مرات. مثل جيمس، تم اعتباره وجه الدوري الأمريكي للمحترفين، لكنه قال إنه ليس مدفوعًا بذلك ولا يتطلع «لتولي عرش ليبرون أو أي شيء آخر. أتعلم، أنا أحاول مطاردة الخواتم، وهذا كل ما أنا عليه. هذا هو المكان الذي تتوقف فيه المحادثة بالنسبة لي.» لعبه اللامع وميله إلى الظهور بشكل كبير في القابض جعلته مفضلاً لدى المعجبين، ويقال إن بنية جسده الصغيرة جعلت نجاحه يبدو أكثر قابلية للتحقيق بالنسبة للمعجبين الصغار في الدوري الأمريكي للمحترفين. كان قميص كاري هو الأكثر مبيعًا في الدوري الأمريكي للمحترفين لموسمي 2015–16 و2016–17 الدوري الأمريكي للمحترفين.
صنفت إي إس بي إن كاري من بين أشهر الرياضيين العالميين، بينما صنفته مجلة فوربس من بين المشاهير الأعلى أجراً في العالم لتأييده. استنتج كيرك جولدسبيري من إي إس بي إن أن أحد أسباب شعبية كاري هو أنه في حين أن معظم الناس ليسوا طويلين بما يكفي للدانك، يمكن للجميع محاولة الرمي، وهو أمر يلهمه كاري. وردد أوين ديفيس من قناة سكاي سبورتس صدى هذا الشعور، قائلاً: «بعد كل شيء، لا ينعم الجميع بالارتفاع والأداء الرياضي الفائقين، ولكن يمكن للجميع تعلم التمرير والمراوغة والتسديد. كاري دليل على أنك إذا عملت بجد بما فيه الكفاية، فلا يزال بإمكانك إيجاد طرق للسيطرة، بغض النظر عن حجمك.»

### مصالح تجارية

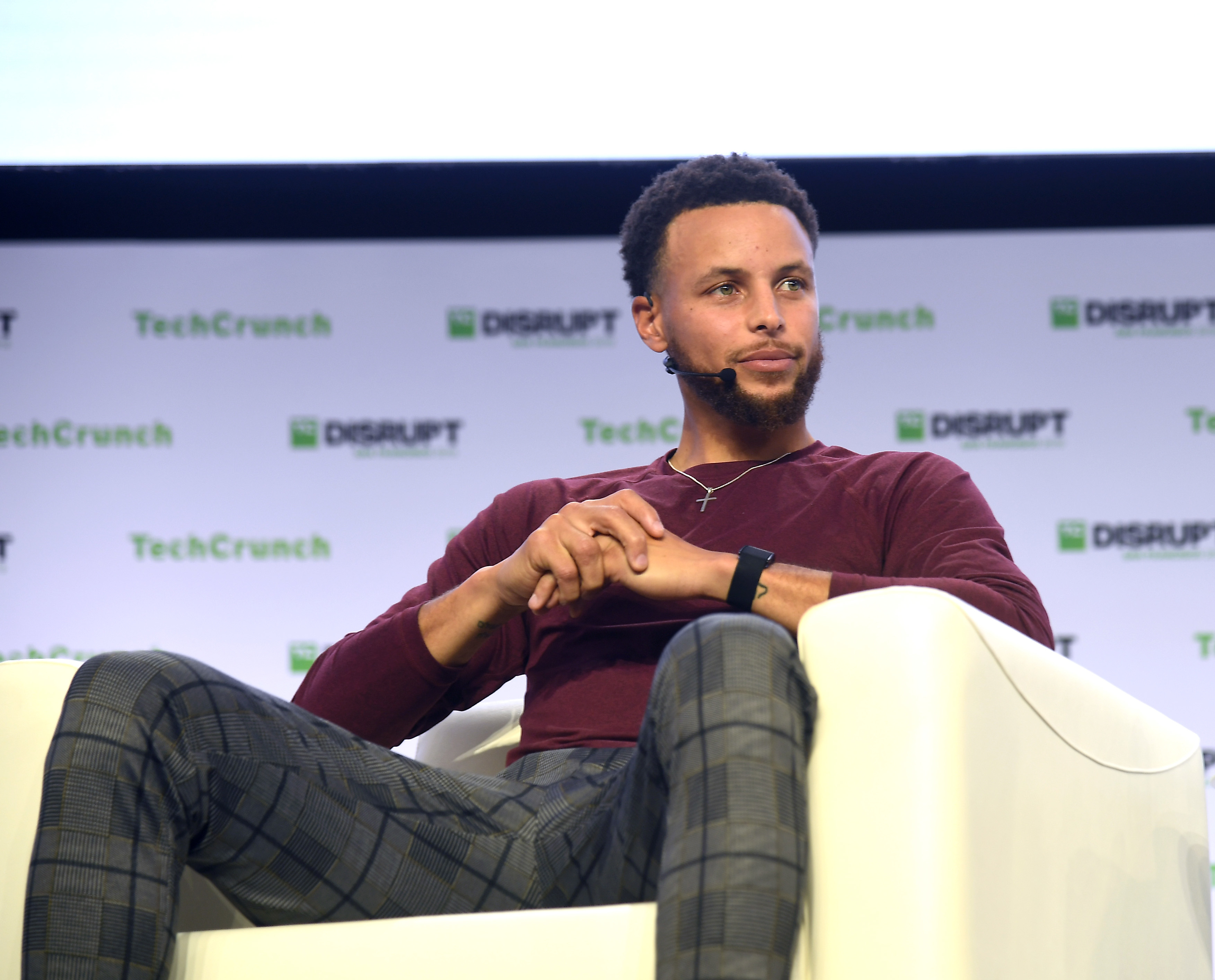
كاري يتحدث في تك كرانش دسرابت، سان فرانسيسكو، 2019

يشتهر كاري على نطاق واسع بشراكته مع شركة أندر آرمور، حيث يعتبر «وجه خط أحذيتهم». وقع كاري في الأصل على نايكي، وانضم إلى أندر أرمور في 2013. نظرًا لأن كاري أصبح أفضل لاعب في العالم وواحدًا من أشهر الرياضيين في العالم، فقد أصبحت مبيعات أحذيته عاملاً رئيسًا للعلامة التجارية، مع ارتفاع أسعار الأسهم وانخفاضها بناءً على نجاح خط أحذية كاري.
في عام 2012، بدأ كاري في التبرع بثلاث ناموسيات معالجة بمبيدات الحشرات مقابل كل رمية ثلاثية لحملة «لا شيء سوى الناموسيات» التابعة لمؤسسة الأمم المتحدة لمكافحة الملاريا. تعرف على سبب الملاريا لأول مرة من قبل زميله في فريق ديفيدسون براينت بار عندما كانا في المدرسة. زار كاري البيت الأبيض في عام 2015 وألقى خطابًا مدته خمس دقائق لكبار الشخصيات كجزء من إطلاق الرئيس باراك أوباما لاستراتيجية مبادرة الرئيس لمكافحة الملاريا للفترة 2015–2020.
في عام 2015، ارتدى كاري حذاءًا رياضيًا عليه اسم ضياء شادي بركات (أحد ضحايا إطلاق النار في تشابل هيل عام 2015). وفقا لشقيقته سوزان، كان ضياء بركات معروفًا بـ «حبه لكرة السلة وأي شيء ستيف كاري». كان رقم ضياء لفريق كرة السلة الداخلي في جامعة ولاية كارولينا الشمالية هو رقم كاري 30، وقد قدم صورة مشابهة لتلك التي فعلها كاري لـ جي كيو. قال كاري إن عائلة بركات «قامت بعمل رائع في التواصل معي وجعلني على دراية بتفاصيل حياته وشخصيته. . . . لقد كانت صفقة رائعة حقًا أن تكون قادرًا على استخدام المنصة بالأمس لتكريم ضياء وعائلته. . . . سأرسل لهم الأحذية التي ارتديتها بالأمس. وآمل أنهم يعرفون أنني كنت أفكر فيهم.» أيضًا في عام 2015، بعد فوزه بجائزة اللاعب الأكثر قيمة بعد موسمه المثير للإعجاب، تبرع كاري بمركبته التي فاز بها كجائزة - سيارة كيا سورينتو 2016 - إلى مركز تنمية الشباب في شرق أوكلاند، وهي منظمة محلية غير ربحية تقع في الفناء الخلفي لأوراكل أرينا.
في ديسمبر 2018، أثناء وجوده في بودكاست، تساءل كاري عما إذا كان هبوط أبولو على القمر قد حدث بالفعل، الأمر الذي حظي باهتمام وانتقاد إعلامي كبير. عرضت وكالة ناسا على كاري جولة في مركز جونسون للفضاء ومناقشة الأمر معه. قال كاري في وقت لاحق إنه كان يمزح حول عدم حدوث الهبوط على القمر. لاحقًا، جعل أندر آرمور تبتكر بعض الأحذية المستوحاة من التعليق والمناقشة اللاحقة. بعد ارتدائها في لعبة، وقع عليها وباعها بالمزاد. بيعت الأحذية بمبلغ 58,100 دولار على إيباي بعد 113 محاولة، وتم التبرع بالمال لمبادرات تعليم العلوم والتكنولوجيا والهندسة والرياضيات.
في يوليو 2019، أطلق كاري وزوجته مطعم مؤسسة كل. تعلم. إلعب. في أوكلاند، كاليفورنيا. تعمل المؤسسة على إنهاء جوع الأطفال، وزيادة فرص الحصول على تعليم جيد، وتوفير مساحات آمنة للأطفال ليظلوا نشيطين.

### شركة إنتاج
في 24 يونيو 2020، أصدر كاري مقطعًا دعائيًا لعرضه الجديد على قناته على يوتيوب، والذي يطلق عليه ألتيميت هوم تشامبيونشيبز (Ultimate Home Championships)، وهو عرض يضم أشخاصًا مثل دي أندري جوردان، روندا روزي، وكريستوفر لندن حيث يتنافس المتسابقون في تحديات منزلية غريبة. باستخدام الأشياء في منازلهم. في عام 2020، وقعت الشركة صفقة مع أمازون أوديوبل.

## إحصائيات المهنة

### الدوري الأمريكي للمحترفين

#### موسم عادي
| السنة    | الفريق              | لعب | بدأ | دقيقة | ميداني% | ثلاثية | حرة   | ارتداد | صنع | استلاب | تصدي | نقطة  |
| -------- | ------------------- | --- | --- | ----- | ------- | ------ | ----- | ------ | --- | ------ | ---- | ----- |
| 2009–10  | غولدن ستايت ووريورز | 80  | 77  | 36.2  | .462    | .437   | .885  | 4.5    | 5.9 | 1.9    | .2   | 17.5  |
| 2010–11  | غولدن ستايت ووريورز | 74  | 74  | 33.6  | .480    | .442   | .934* | 3.9    | 5.8 | 1.5    | .3   | 18.6  |
| 2011–12  | غولدن ستايت ووريورز | 26  | 23  | 28.2  | .490    | .455   | .809  | 3.4    | 5.3 | 1.5    | .3   | 14.7  |
| 2012–13  | غولدن ستايت ووريورز | 78  | 78  | 38.2  | .451    | .453   | .900  | 4.0    | 6.9 | 1.6    | .2   | 22.9  |
| 2013–14  | غولدن ستايت ووريورز | 78  | 78  | 36.5  | .471    | .424   | .885  | 4.3    | 8.5 | 1.6    | .2   | 24.0  |
| 2014–15  | غولدن ستايت ووريورز | 80  | 80  | 32.7  | .487    | .443   | .914* | 4.3    | 7.7 | 2.0    | .2   | 23.8  |
| 2015–16  | غولدن ستايت ووريورز | 79  | 79  | 34.2  | .504    | .454   | .908* | 5.4    | 6.7 | 2.1*   | .2   | 30.1* |
| 2016–17  | غولدن ستايت ووريورز | 79  | 79  | 33.4  | .468    | .411   | .898  | 4.5    | 6.6 | 1.8    | .2   | 25.3  |
| 2017–18  | غولدن ستايت ووريورز | 51  | 51  | 32.0  | .495    | .423   | .921* | 5.1    | 6.1 | 1.6    | .2   | 26.4  |
| 2018–19  | غولدن ستايت ووريورز | 69  | 69  | 33.8  | .472    | .437   | .916  | 5.3    | 5.2 | 1.3    | .4   | 27.3  |
| 2019–20  | غولدن ستايت ووريورز | 5   | 5   | 27.8  | .402    | .245   | 1.000 | 5.2    | 6.6 | 1.0    | .4   | 20.8  |
| 2020–21  | غولدن ستايت ووريورز | 63  | 63  | 34.2  | .482    | .421   | .916  | 5.5    | 5.8 | 1.2    | .1   | 32.0* |
| 2021–22  | غولدن ستايت ووريورز | 64  | 64  | 34.5  | .437    | .380   | .923  | 5.2    | 6.3 | 1.3    | .4   | 25.5  |
| مسيرة    | مسيرة               | 826 | 820 | 34.3  | .473    | .428   | .908  | 4.6    | 6.5 | 1.7    | .2   | 24.3  |
| أول-ستار | أول-ستار            | 8   | 8   | 27.0  | .433    | .405   | 1.000 | 5.6    | 5.8 | 1.4    | .3   | 22.5  |

#### تصفيات الدوري الأمريكي للمحترفين
| السنة | الفريق              | لعب | بدأ | دقيقة | ميداني% | ثلاثية | حرة  | ارتداد | صنع | استلاب | تصدي | نقطة |
| ----- | ------------------- | --- | --- | ----- | ------- | ------ | ---- | ------ | --- | ------ | ---- | ---- |
| 2013 ‏ | غولدن ستايت ووريورز | 12  | 12  | 41.4  | .434    | .396   | .921 | 3.8    | 8.1 | 1.7    | 0.2  | 23.4 |
| 2014 ‏ | غولدن ستايت ووريورز | 7   | 7   | 42.3  | .440    | .386   | .881 | 3.6    | 8.4 | 1.7    | 0.1  | 23.0 |
| 2015 ‏ | غولدن ستايت ووريورز | 21  | 21  | 39.3  | .456    | .422   | .835 | 5.0    | 6.4 | 1.9    | 0.1  | 28.3 |
| 2016 ‏ | غولدن ستايت ووريورز | 18  | 17  | 34.3  | .438    | .404   | .916 | 5.5    | 5.2 | 1.4    | 0.3  | 25.1 |
| 2017 ‏ | غولدن ستايت ووريورز | 17  | 17  | 35.3  | .484    | .419   | .904 | 6.2    | 6.7 | 2.0    | 0.2  | 28.1 |
| 2018 ‏ | غولدن ستايت ووريورز | 15  | 14  | 37.0  | .451    | .395   | .957 | 6.1    | 5.4 | 1.7    | 0.7  | 25.5 |
| 2019 ‏ | غولدن ستايت ووريورز | 22  | 22  | 38.5  | .441    | .377   | .943 | 6.0    | 5.7 | 1.1    | 0.2  | 28.2 |
| 2022  | غولدن ستايت ووريورز | 22  | 18  | 34.7  | .459    | .397   | .829 | 5.2    | 5.9 | 1.3    | .4   | 27.4 |
| مسيرة | مسيرة               | 134 | 128 | 37.3  | .452    | .401   | .892 | 5.4    | 6.2 | 1.6    | .3   | 26.6 |

### كلية
| السنة   | الفريق   | لعب | بدأ | دقيقة | ميداني% | ثلاثية | حرة  | ارتداد | صنع | استلاب | تصدي | نقطة  |
| ------- | -------- | --- | --- | ----- | ------- | ------ | ---- | ------ | --- | ------ | ---- | ----- |
| 2006–07 | ديفيدسون | 34  | 33  | 30.9  | .463    | .408   | .855 | 4.6    | 2.8 | 1.8    | .2   | 21.5  |
| 2007–08 | ديفيدسون | 36  | 36  | 33.1  | .483    | .439   | .894 | 4.6    | 2.9 | 2.0    | .4   | 25.9  |
| 2008–09 | ديفيدسون | 34  | 34  | 33.7  | .454    | .387   | .876 | 4.4    | 5.6 | 2.5    | .2   | 28.6* |
| مسيرة   | مسيرة    | 104 | 103 | 32.6  | .467    | .412   | .876 | 4.5    | 3.7 | 2.1    | .3   | 25.3  |

## جوائز وتكريمات

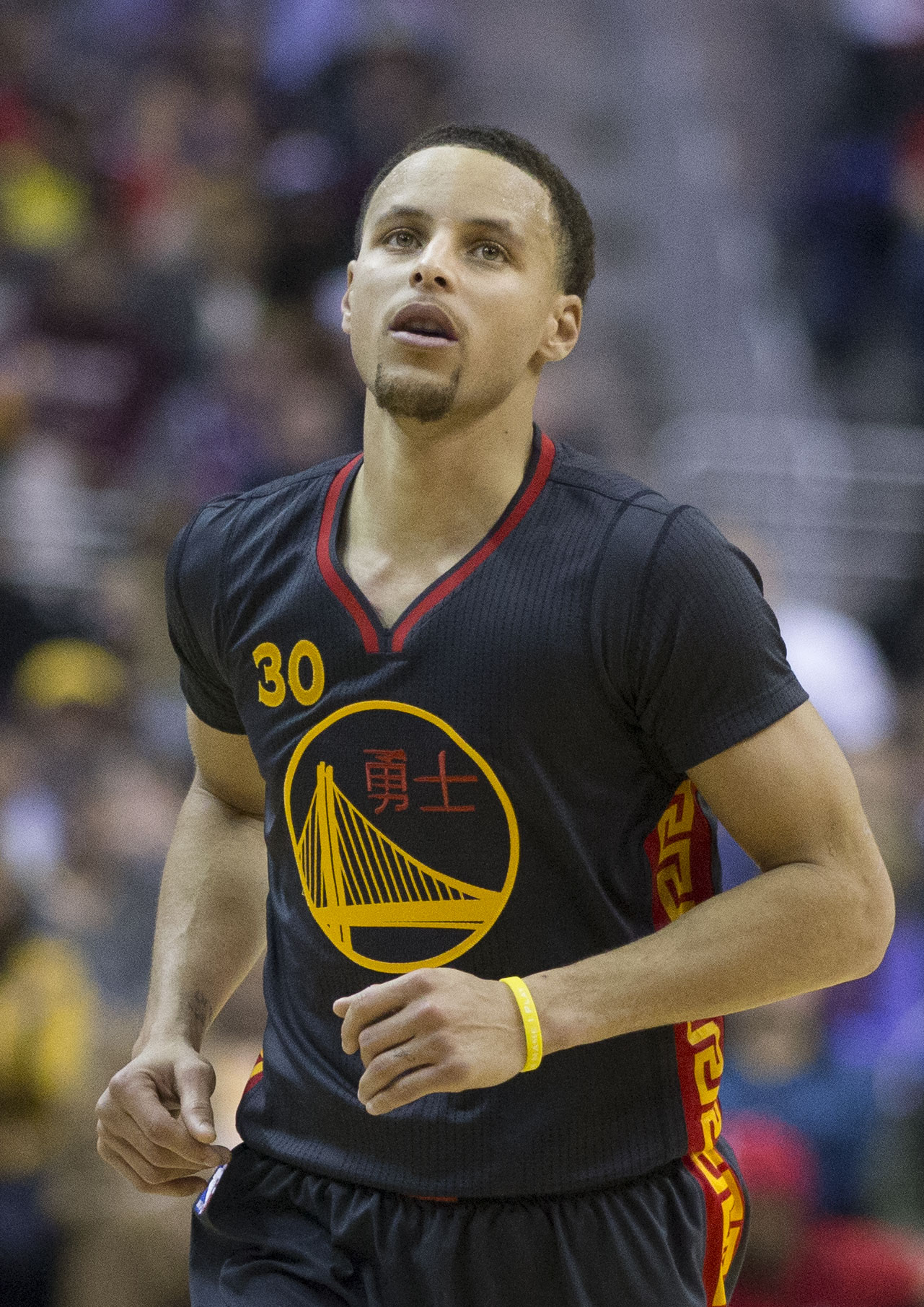
كاري خلال موسم اللاعب الأكثر قيمة الأول له في 2014–15

### الدوري الأمريكي للمحترفين
- 4 × بطل الدوري الأمريكي للمحترفين: 2015، 2017، 2018، 2022
- 2 × أفضل لاعب في الدوري الأمريكي للمحترفين: 2015، 2016
- 7 × إن بي أي أول ستارز: 2014، 2015، 2016، 2017، 2018، 2019، 2021
- 7 × اختيار أول-إن بي أي:
  - 4 × الفريق الأول: 2015، 2016، 2019، 2021
  - 2 × الفريق الثاني: 2014، 2017
  - الفريق الثالث: 2018
- فريق أول-روكي الأول: 2010
- 2 × قائد التهديف في الدوري الأمريكي للمحترفين: 2016، 2021
- 6 × قائد أهداف إن بي أي الميدانية من ثلاث نقاط: 2013، 2014، 2015، 2016، 2017، 2021
- 4 × زعيم النسبة المئوية للرمية الحرة في الدوري الأمريكي للمحترفين: 2011، 2015، 2016، 2018
- زعيم الدوري الأمريكي للمحترفين لخطف الكرة: 2016
- 2 × بطل منافسة إن بي أي 3 نقاط 2015، 2021
- بطل تحدي مهارات الدوري الأمريكي للمحترفين 2011
- جائزة إن بي أي الروح الرياضية: 2011
- جائزة إن بي أي كميونتي أسيست: 2014
- سجل الدوري الأمريكي لكرة السلة للمحترفين في الموسم العادي حيث سجل ثلاث رميات (402)[106]
- سجل الدوري الأمريكي للمحترفين لمعظم رميات ثلاثية في مباراة فاصلة واحدة (98 - تعادل مع كلاي تومسون)[107]
- سجل نهائيات الدوري الأمريكي للمحترفين لمعظم رميات ثلاثية في مباراة واحدة (9)
- سجل الدوري الأمريكي للمحترفين لمعظم مباريات الموسم العادي المتتالية برقم ثلاثي (157)[108]
- سجل الدوري الأمريكي للمحترفين لمعظم المباريات المتتالية مع ثلاثة مؤشرات (90)
- سجل الدوري الأمريكي للمحترفين لمعظم النقاط المسجلة في فترة العمل الإضافي (17)
- زعيم سلسلة واريورز بالنقاط
- زعيم سلسلة واريوز في المساعدات
- زعيم سلسة ووريورز في الأهداف الميدانية من ثلاث نقاط
- زعيم سلسلة واريورز في المساعدات في التصفيات
- زعيم سلسلة ووريورز في الأهداف الميدانية من ثلاث نقاط في التصفيات
- زعيم سلسلة واريورز في خطف الكرات في التصفيات
- زعيم سلسلة واريورز في النقاط في التصفيات

### كلية
- 2 × SoCon لاعب العام (2008-2009)
- إجماع الفريق الأول الكل-أمريكي (2009)
- إجماع الفريق الثاني الكل-أمريكي (2008)
- 3 × أول فريق الكل- SoCon (2007–2009)
- 2 × بطولة SoCon لأفضل لاعب (2007، 2008)
- 3 × فريق SoCon الأول لكل البطولة (2007-2009)
- SoCon مبتدئ السنة الأولى (2007)
- فريق SoCon كل المبتدئين (2007)

#### سجلات الرابطة الوطنية لرياضة الجامعات
- الرابطة الوطنية لرياضة الجامعات القسم 1 قائد التهديف (2009)
- أهداف ميدانية من 3 نقاط في الرابطة الوطنية لرياضة الجامعات في موسم واحد (162، 2007–08)
- أهداف ميدانية ثلاثية النقاط للاعب جديد في الرابطة الوطنية لرياضة الجامعات لموسم واحد (122، 2006–07)

#### سجلات كلية ديفيدسون
- أكثر هداف على الإطلاق في تاريخ كلية ديفيدسون (2,635)
- قائد كلية ديفيدسون في كل الأوقات في تحقيق الأهداف الميدانية المكونة من 3 نقاط (414)
- قائد كلية ديفيدسون على الإطلاق في ألعاب من 30 نقطة (30)
- قائد كلية ديفيدسون على الإطلاق في ألعاب من 40 نقطة (6)
- نقاط كلية ديفيدسون أحادية الموسم (974، 2008–09)
- خطف كرة كلية ديفيدسون أحادية الموسم (86، 2008–09)
- نقاط طالب في كلية دافيدسون في موسم واحد (730، 2006–07)

### آخر
- جائزة جيفرسون للخدمة العامة المتميزة في الرياضات الاحترافية (2011)[110]
- جائزة ESPY لأفضل رياضي ذكر وأفضل لاعب في الدوري الأمريكي للمحترفين (2015)[111]
- جائزة BET لرياضي العام (2015)[112]
- أي بي ذكر رياضي العام (2015)[113]
- حزام هيكوك (2015)[114]
- المرشح لجائزة ESPY لعام 2016 لأفضل أداء محطم للأرقام القياسية[115]
- جائزة BET لرياضي العام (2019)[116]
- جائزة Teen Choice Award لاختيار رياضي ذكر (2019)
- جائزة ESPY لأفضل لاعب في الدوري الأمريكي للمحترفين (2021)

## روابط خارجية
- ستيفن كاري على موقع الاتحاد الدولي لكرة السلة (الإنجليزية)
- ستيفن كاري على موقع إن بي أي (الإنجليزية)
- ستيفن كاري على موقع سبورتس رفرنس (الإنجليزية)
- ستيفن كاري على موقع كرة السلة الأوروبية.كوم (الإنجليزية)
- ستيفن كاري على موقع DraftExpress.com (الإنجليزية)
- ستيفن كاري على موقع إي إس بي إن.كوم (الإنجليزية)
- ستيفن كاري على موقع كلية كرة السلة في سبورتس رفرنس.كوم (الإنجليزية)
- ستيفن كاري على موقع ريلجم (الإنجليزية)
- ستيفن كاري على موقع بروبوليرز (الإنجليزية)
- ستيفن كاري على موقع سبورتس رفرنس (الإنجليزية)